# William Baumol

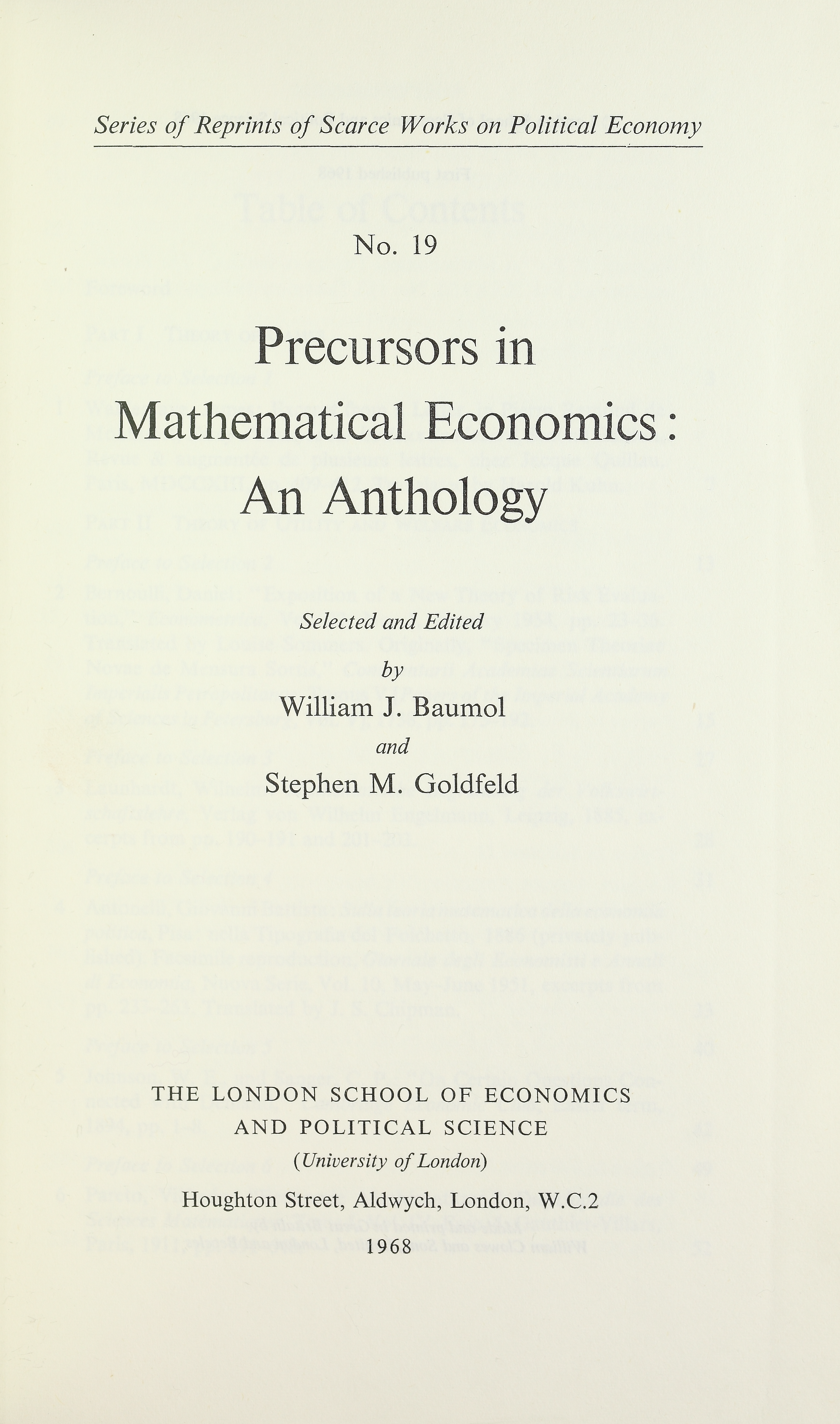
Precursors in mathematical economics, 1968

William Jack Baumol (New York, 26 febbraio 1922 – New York, 4 maggio 2017) è stato un economista statunitense, professore della New York University e della Princeton University, si occupa del mercato del lavoro e di altri fattori economici. Ha inoltre apportato considerevoli contributi alla storia del pensiero economico. È tra i 500 migliori economisti del mondo secondo la RePEc.

## Biografia
Tra i suoi contributi più noti: la teoria dei mercati contendibili, il modello Baumol-Tobin sulla domanda di moneta con movente transattivo, la descrizione di quella che Baumol ha chiamato la malattia dei costi nel settore dei beni sociali, e i lavori sulle imposte pigouviane.
Nel 2006 la riunione annuale della American Economic Association, onorando i suoi innumerevoli contributi, ha tenuto una sessione speciale in suo nome, nella quale sono stati presentati 12 documenti sull'imprenditorialità.
La rivista inglese The Economist ha pubblicato un articolo su William Baumol e il suo lavoro di una vita teso a sviluppare un posto nella teoria economica dell'imprenditore (11 marzo 2006, pag. 68), molto del quale deve la sua genesi a Joseph Schumpeter. Entrambi hanno infatti notato che la tradizionale teoria microecomica tiene in considerazione sia 'prezzi' che le 'imprese' ma non per ciò che (apparentemente) è il più importante motore dell'innovazione: l'imprenditore. Baumol ha il merito di aver posto rimedio a questa lacuna: "Grazie all'accurata opera di Baumol, ora per gli economisti gli imprenditori hanno un po' più di considerazione nelle loro teorie."
Baumol è tra i curatori dell'associazione Economists for Peace and Security. Nel 2005 gli è stato assegnato il Premio Internazionale Feltrinelli per le Scienze economiche e sociali. È membro straniero dell'Accademia dei Lincei.

## Principali pubblicazioni
- William J. Baumol e Stephen Michael Goldfeld, Precursors in mathematical economics[collegamento interrotto], Series of reprints of scarce works on political economy 19, London, London school of economics and political science, 1968. URL consultato il 13 luglio 2015.